# Saint-Riquier
Saint-Riquier – miejscowość i gmina we Francji, w regionie Hauts-de-France, w departamencie Somma.
Według danych na rok 2011 gminę zamieszkiwało 1256 osób, a gęstość zaludnienia wynosiła 87 osób/km² (wśród 2293 gmin Pikardii Saint-Riquier plasuje się na 245 miejscu pod względem liczby ludności, natomiast pod względem powierzchni na miejscu 218.

## Zabytki
- Opactwo benedyktyńskie (XIII - XVI wieku). Kościół klasztorny to gotycka bazylika 3-nawowa z 1-wieżową fasadą w stylu flamboyant.
- Beffroi

## Zdjęcia

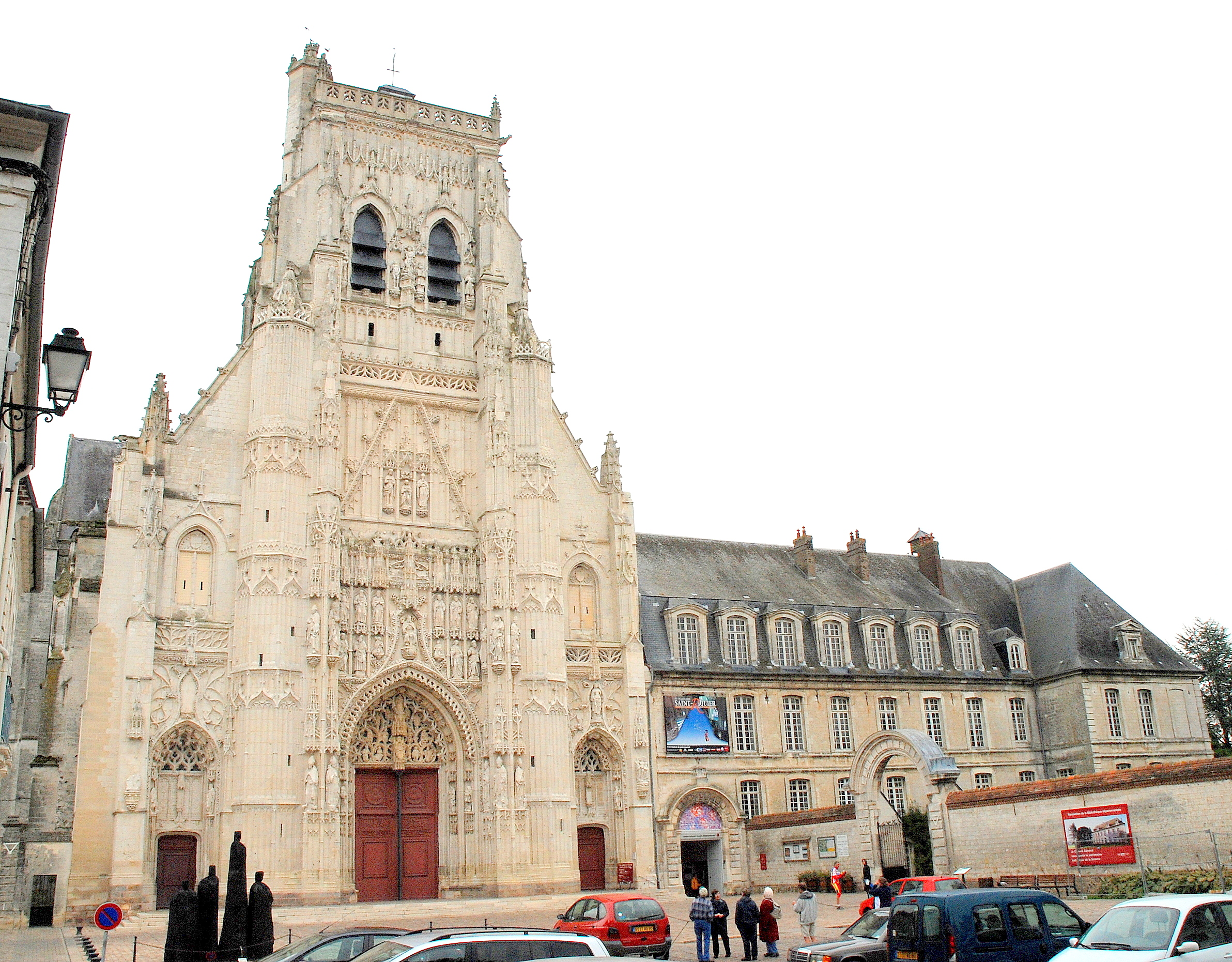
Opactwo, fasada kościoła
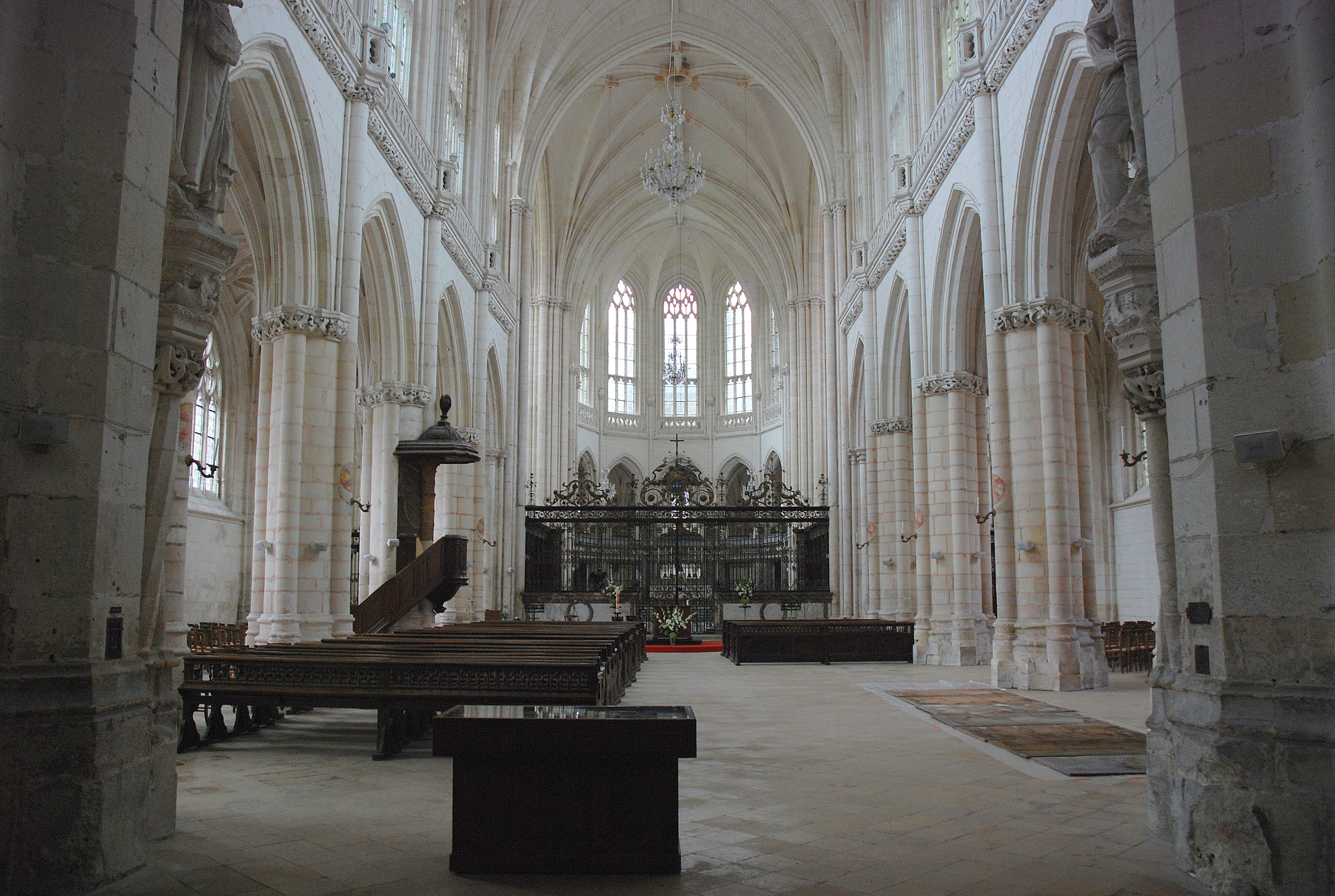
Opactwo, wnętrze kościoła
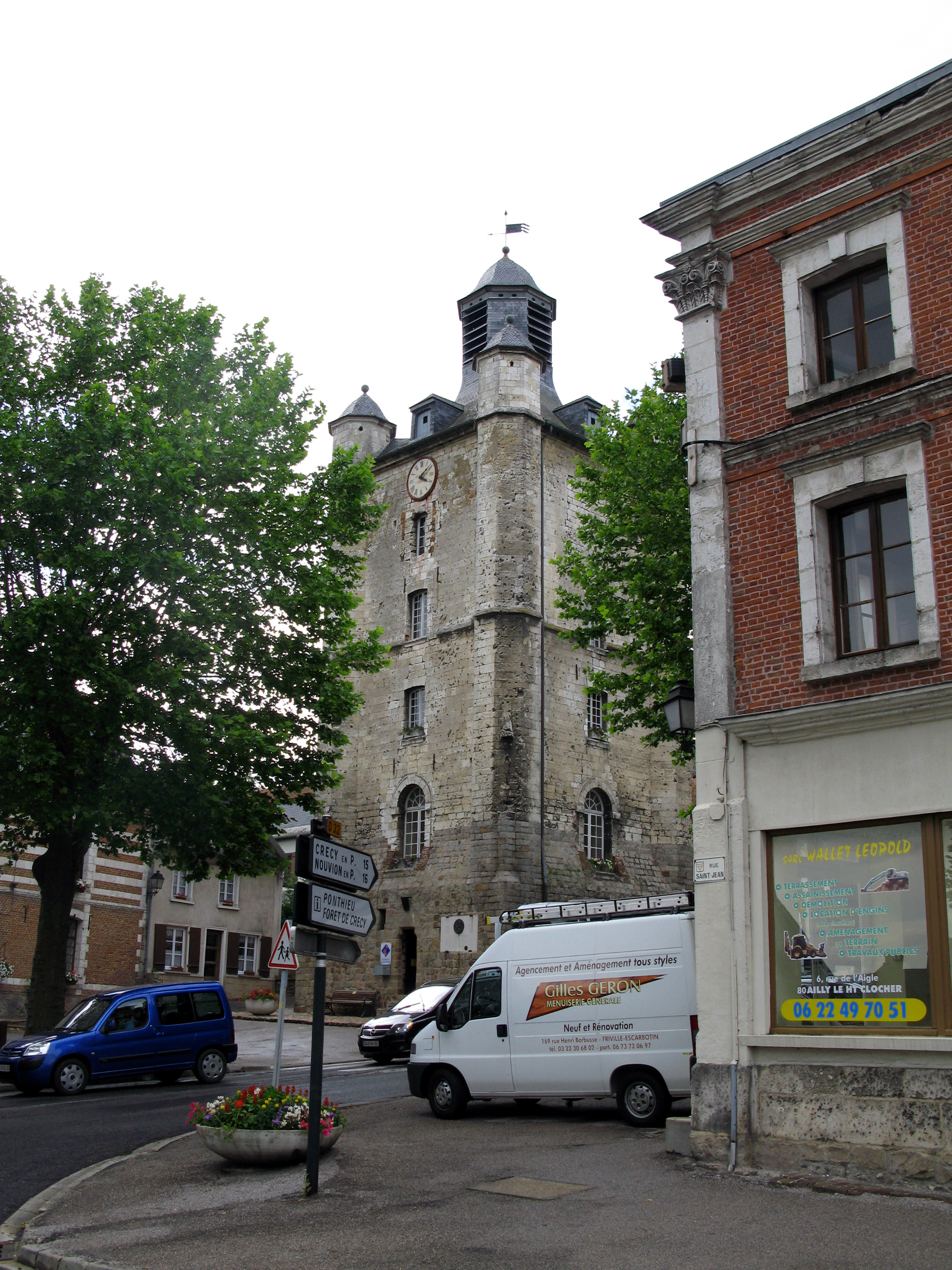
Beffroi